# Olimpiada Mexicana de Matemáticas
La Olimpiada Mexicana de Matemáticas es una competencia preuniversitaria anual de matemáticas organizada por la Sociedad Matemática Mexicana y su objetivo principal es escoger 6 alumnos que representen a México en la Olimpiada Internacional de Matemáticas, 4 en la Olimpiada Iberoamericana de Matemáticas, 10 en la Olimpiada de la Cuenca del Pacífico y 4 (menores de 17 años) en la Olimpiada Matemática de Centroamérica y el Caribe, así como 4 alumnas que representen a México en la Olimpiada Europea Femenil de Matemáticas. La Olimpiada empezó a realizarse en el año de 1987.

## Descripción general
El Concurso Nacional de la Olimpiada Mexicana de Matemáticas es la competencia anual de matemáticas para estudiantes preuniverstarios más importante en México. Su objetivo es promover el estudio de las matemáticas en forma creativa, alejándose del estudio tradicional que promueve la memorización y mecanización, y buscando desarrollar el razonamiento y la imaginación de los jóvenes. 
Anualmente cada estado de la República lleva a cabo, en forma autónoma, su concurso estadual y la preparación del equipo que lo representa en el Concurso Nacional. A este concurso asisten aproximadamente 200 alumnos de todo el país y uno o dos profesores por cada delegación estatal. Este evento se desarrolla en el mes de noviembre en algún estado de la República, mismo que patrocina fuertemente el evento. Asiste también un equipo de 24 personas que integran el Tribunal de Coordinación, encargado de la calificación de los exámenes presentados por los alumnos concursantes. Este equipo está formado por prestigiados profesores de todo el país, así como alumnos de olimpiadas pasadas que han destacado y que han continuado su preparación en matemáticas. 
Los 16 alumnos con mejores calificaciones en el Concurso Nacional constituyen la preselección nacional, la cual recibe entrenamientos especiales durante varios meses. De esta preselección se eligen las delegaciones que representarán a México en las olimpiadas internacionales del año siguiente: Internacional, Iberoamericana, Centroamericana y del Caribe y de la Cuenca del Pacífico. 
Toda participación de los alumnos en los concursos y entrenamientos es gratuita. Los gastos de viajes y alimentación de los alumnos para asistir a los concursos nacionales e internacionales así como los entrenamientos, son patrocinados por diversas instituciones, a través de la Sociedad Matemática Mexicana, organizadora de la Olimpiada a nivel nacional. 
Para fortalecer el programa de la Olimpiada, el Comité Organizador de la Olimpiada Mexicana de Matemáticas realiza un examen de práctica, cursos especiales para profesores, y la publicación de material académico y de difusión. 
El esfuerzo de un gran número de personas que han trabajado para las Olimpiadas a lo largo de varios años se ha visto recompensado por el papel destacado que ha tenido nuestro país a nivel internacional. Es importante señalar, sobre todo, el impacto en el ambiente educativo de nuestro país: muchos profesores y alumnos que se han acercado en algún momento a las Olimpiadas han creado, de manera espontánea y altruista, innumerables talleres de resolución de problemas de matemáticas en los cuales han vertido sus experiencias. Asimismo, las universidades involucradas en la organización de las Olimpiadas de Matemáticas han recibido el fruto de su apoyo con el ingreso de alumnos que cuentan con una excelente formación tanto matemática como humana, la cual han obtenido gracias a sus experiencias durante los concursos, los intercambios y entrenamientos que les ha ofrecido el programa de las Olimpiadas.

### Objetivos
Los objetivos de la olimpiada Mexicana de Matemáticas son:
- Detectar alumnos que tenga habilidades en las matemáticas, para estimularlas y potenciarlas.

- Ayudar a los jóvenes a fortalecer su intelecto, imaginación y creatividad.

- Fomentar el estudio de las matemáticas.

- Establecer un ámbito de encuentro para docentes, donde sea posible intercambiar experiencias sobre la enseñanza de esta disciplina.

- Promover el mejoramiento de la enseñanza de la matemática proporcionando a maestros y alumnos nuevos incentivos y perspectivas.

- Fomentar publicaciones formativas en el ámbito de la matemática destinadas a los alumnos del bachillerato.

## Olimpiada
La prueba de la Olimpiada Mexicana de Matemáticas se administra en dos días. En cada día se le presenta a los alumnos un examen que consiste de 3 problemas con tiempo de 4 horas y media. Los problemas valen 7 puntos cada uno para alcanzar a lo más un total de 42 puntos. El formato del examen está hecho para imitar el formato de las olimpiadas matemáticas internacionales en las que participa México.
Los problemas pueden ser de combinatoria, geometría, teoría de números o álgebra.

## Etapas de la Olimpiada
La Olimpiada Mexicana de Matemáticas consta de tres etapas:
Concursos Estatales. Estos servirán para formar las selecciones estatales que asistirán al Concurso Nacional.
Concurso Nacional. En él se elegirá a la preselección mexicana. Se realiza aproximadamente la segunda semana de noviembre de cada año.
Entrenamientos. A los alumnos de la preselección que surjan del Concurso Nacional, se les entrena intensivamente durante 6 meses, además se les aplican exámenes para determinar quiénes de ellos representarán a México en las diferentes olimpiadas internacionales.

## Sedes
| Año  | Edición                               | Fecha                              | Ciudad Sede                          |
| ---- | ------------------------------------- | ---------------------------------- | ------------------------------------ |
| 1987 | 1a Olimpiada Mexicana de Matemáticas  | -                                  | Xalapa, Veracruz.                    |
| 1988 | 2a Olimpiada Mexicana de Matemáticas  | -                                  | Hermosillo, Sonora.                  |
| 1989 | 3a Olimpiada Mexicana de Matemáticas  | -                                  | Metepec, Puebla.                     |
| 1990 | 4a Olimpiada Mexicana de Matemáticas  | -                                  | Guanajuato, Guanajuato.              |
| 1991 | 5a Olimpiada Mexicana de Matemáticas  | -                                  | Oaxtepec, Morelos.                   |
| 1992 | 6a Olimpiada Mexicana de Matemáticas  | -                                  | La Trinidad, Tlaxcala.               |
| 1993 | 7a Olimpiada Mexicana de Matemáticas  | -                                  | Acapulco, Guerrero.                  |
| 1994 | 8a Olimpiada Mexicana de Matemáticas  | -                                  | Guadalajara, Jalisco.                |
| 1995 | 9a Olimpiada Mexicana de Matemáticas  | -                                  | Colima, Colima.                      |
| 1996 | 10a Olimpiada Mexicana de Matemáticas | 3 al 9 de noviembre                | Mérida, Yucatán.                     |
| 1997 | 11a Olimpiada Mexicana de Matemáticas | 9 al 14 de noviembre               | Monterrey, Nuevo León.               |
| 1998 | 12a Olimpiada Mexicana de Matemáticas | 8 al 13 de noviembre               | Querétaro, Querétaro.                |
| 1999 | 13a Olimpiada Mexicana de Matemáticas | 7 al 12 de noviembre               | Oaxaca, Oaxaca.                      |
| 2000 | 14a Olimpiada Mexicana de Matemáticas | 12 al 18 de noviembre              | Morelia, Michoacán.                  |
| 2001 | 15a Olimpiada Mexicana de Matemáticas | 25 de noviembre al 1º de diciembre | Oaxtepec, Morelos.                   |
| 2002 | 16a Olimpiada Mexicana de Matemáticas | 10 al 15 de noviembre              | Colima, Colima.                      |
| 2003 | 17a Olimpiada Mexicana de Matemáticas | 16 al 22 de noviembre              | Guanajuato, Guanajuato.              |
| 2004 | 18a Olimpiada Mexicana de Matemáticas | 7 al 12 de noviembre               | Ixtapan de la Sal, Estado de México. |
| 2005 | 19a Olimpiada Mexicana de Matemáticas | 6 al 12 de noviembre               | Campeche, Campeche.                  |
| 2006 | 20a Olimpiada Mexicana de Matemáticas | 12 al 17 de noviembre              | Zacatecas, Zacatecas.                |
| 2007 | 21a Olimpiada Mexicana de Matemáticas | 11 al 16 de noviembre              | Saltillo, Coahuila.                  |
| 2008 | 22a Olimpiada Mexicana de Matemáticas | 16 al 22 de noviembre              | San Carlos, Sonora.                  |
| 2009 | 23a Olimpiada Mexicana de Matemáticas | 8 al 14 de noviembre               | Campeche, Campeche.                  |
| 2010 | 24a Olimpiada Mexicana de Matemáticas | 21 al 27 de noviembre              | Ensenada, Baja California.           |
| 2011 | 25a Olimpiada Mexicana de Matemáticas | 13 al 19 de noviembre              | San Luis Potosí, San Luis Potosí.    |
| 2012 | 26a Olimpiada Mexicana de Matemáticas | 11 al 16 de noviembre              | Guanajuato, Guanajuato.              |
| 2013 | 27a Olimpiada Mexicana de Matemáticas | 24 al 29 de noviembre              | Huasca de Ocampo, Hidalgo.           |
| 2014 | 28a Olimpiada Mexicana de Matemáticas | 9 al 14 de noviembre               | Toluca, Estado de México.            |
| 2015 | 29a Olimpiada Mexicana de Matemáticas | 22 al 27 de noviembre              | Guadalajara, Jalisco.                |
| 2016 | 30a Olimpiada Mexicana de Matemáticas | 6 al 11 de noviembre               | Acapulco, Guerrero.                  |
| 2017 | 31a Olimpiada Mexicana de Matemáticas | 5 al 10 de noviembre               | Santiago, Nuevo León.                |
| 2018 | 32a Olimpiada Mexicana de Matemáticas | 4 al 9 de noviembre                | Campeche, Campeche.                  |
| 2019 | 33a Olimpiada Mexicana de Matemáticas | 11 al 12 de noviembre              | Ciudad de México                     |
| 2020 | 34a Olimpiada Mexicana de Matemáticas | 10 al 16 de noviembre              | Guanajuato, Guanajuato (virtual)     |
| 2021 | 35a Olimpiada Mexicana de Matemáticas | 8 al 14 de noviembre               | Varias sedes estatales y virtual     |
| 2022 | 36a Olimpiada Mexicana de Matemáticas | 6 al 12 de noviembre               | Oaxtepec, Morelos                    |
| 2023 | 37a Olimpiada Mexicana de Matemáticas | 5 al 10 de noviembre               | Durango, Durango                     |
| 2024 | 38a Olimpiada Mexicana de Matemáticas | 4 al 9 de noviembre                | Oaxtepec, Morelos                    |

## Resultados

### Historial de Top 10
| Estado                              | 1991 | 1992 | 1993 | 1994 | 1995 | 1996 | 1997 | 1998 | 1999 | 2000 | 2001 | 2002 | 2003 | 2004 | 2005 | 2006 | 2007 | 2008 | 2009 | 2010 | 2011 | 2012 | 2013 | 2014 | 2015 | 2016 | 2017 | 2018 | 2019 | 2020 | 2021 | 2022 | 2023 | 2024 |
| ----------------------------------- | ---- | ---- | ---- | ---- | ---- | ---- | ---- | ---- | ---- | ---- | ---- | ---- | ---- | ---- | ---- | ---- | ---- | ---- | ---- | ---- | ---- | ---- | ---- | ---- | ---- | ---- | ---- | ---- | ---- | ---- | ---- | ---- | ---- | ---- |
| Jalisco                             | 3    | 4    | 2    | 1    | 2    | 3    | 2    | 1    | 1    | 7    | 1    | 1    | 1    | 2    | 1    | 1    | 1    | 10   | 1    | 3    | 1    | 1    | 3    | 2    | 4    | 3    | 6    |      |      |      |      | 3    |      | 3    |
| Morelos                             |      |      |      |      |      | 10   | 7    | 3    | 2    | 1    | 6    | 3    | 5    | 1    | 2    | 3    | 2    | 1    | 2    | 1    | 7    | 4    | 5    | 3    | 3    | 4    | 5    |      |      |      |      | 4    |      | 5    |
| Chihuahua                           | 9    | 6    | 5    | 7    | 1    | 1    | 1    | 8    | 3    | 4    | 4    | 4    | 3    | 4    | 4    |      | 4    | 2    | 7    | 5    |      | 8    | 1    | 1    | 1    | 2    | 2    |      |      |      |      |      |      | 8    |
| Distrito Federal (Ciudad de México) | 1    | 3    | 3    | 2    | 3    | 2    | 3    | 5    | 9    | 3    |      | 9    | 4    | 3    | 9    | 4    |      | 7    | 5    | 4    | 5    | 7    | 7    | 6    | 2    | 5    | 1    |      |      |      |      | 2    |      | 1    |
| Michoacán                           | 2    | 2    | 1    | 3    | 4    | 8    | 5    | 2    | 5    | 5    | 2    | 6    |      |      |      |      | 10   |      |      |      |      |      | 8    |      |      |      |      |      |      |      |      |      |      |      |
| Yucatán                             | 5    | 9    | 4    | 10   | 6    | 5    | 6    |      | 10   |      | 9    | 7    |      | 6    | 3    | 2    | 3    | 3    | 6    | 7    | 3    | 4    | 4    | 5    | 7    | 6    | 8    |      |      |      |      |      |      |      |
| Nuevo León                          | 4    |      |      |      | 8    |      |      |      |      | 9    | 7    | 5    | 7    | 8    | 7    | 6    | 6    | 4    | 4    | 2    | 2    | 2    | 2    | 4    | 5    | 1    | 3    |      |      |      |      | 1    |      | 2    |
| Guanajuato                          |      | 1    | 9    | 6    | 9    | 4    | 9    | 9    | 7    |      | 10   |      | 8    | 6    | 5    |      |      |      |      | 6    | 8    | 6    |      | 7    | 6    |      | 9    |      |      |      |      |      |      |      |
| Puebla                              |      |      | 9    |      | 5    | 9    | 8    |      | 6    | 2    | 5    | 10   | 2    | 8    |      |      | 9    |      |      |      |      |      | 6    | 9    |      | 9    |      |      |      |      |      |      |      |      |
| Sonora                              |      |      | 8    | 8    |      |      |      |      |      |      | 3    | 2    | 5    | 8    | 8    | 10   | 7    | 5    |      | 9    |      | 9    | 10   |      |      |      |      |      |      |      |      |      |      |      |
| San Luis Potosí                     |      | 10   |      |      |      |      |      |      |      |      |      |      |      |      | 6    | 5    |      | 6    | 3    |      | 4    | 3    | 9    | 8    | 10   | 7    | 4    |      |      |      |      | 9    |      |      |
| Chiapas                             |      |      |      |      |      |      |      |      |      | 10   |      |      |      |      |      |      |      |      |      |      |      |      |      |      |      |      | 10   |      |      |      |      | 10   |      |      |
| Guerrero                            |      |      |      |      |      |      |      |      |      |      |      |      |      |      |      |      |      |      |      |      |      |      |      |      |      |      |      |      |      |      |      | 4    |      |      |
| Baja California Sur                 |      |      |      |      |      |      |      |      |      |      |      |      |      |      |      |      |      |      |      |      |      |      |      |      |      |      |      |      |      |      |      | 6    |      | 4    |
| Sinaloa                             | 6    |      |      | 5    |      |      |      |      |      |      |      |      |      |      |      |      |      |      |      |      |      |      |      |      | 9    | 10   | 7    |      |      |      |      | 8    |      | 6    |
| Aguascalientes                      |      |      |      |      |      |      |      | 10   |      |      |      |      |      |      |      | 9    |      |      | 9    | 8    |      |      |      |      |      |      |      |      |      |      |      | 7    |      | 10   |
| Veracruz                            | 7    | 8    | 7    | 4    |      |      |      | 4    | 4    |      |      |      | 10   |      |      | 8    | 8    |      |      |      |      |      |      |      |      |      |      |      |      |      |      |      |      |      |
| Querétaro                           | 7    |      | 6    |      |      |      |      | 6    |      | 8    | 8    |      | 9    |      | 10   | 10   |      |      |      | 10   | 10   |      |      |      |      |      |      |      |      |      |      |      |      |      |
| Tabasco                             | 10   |      |      |      |      |      |      |      |      |      |      |      |      |      |      |      |      |      |      |      |      |      |      |      |      |      |      |      |      |      |      |      |      |      |
| Zacatecas                           |      |      |      |      |      |      | 10   |      |      |      |      |      |      |      |      |      |      |      |      |      |      |      |      |      | 8    |      |      |      |      |      |      |      |      | 7    |
| Quintana Roo                        |      |      |      |      |      |      |      |      |      |      |      |      |      |      |      |      |      |      |      |      |      |      |      |      |      |      |      |      |      |      |      |      |      | 9    |
| Baja California                     |      | 5    |      |      | 10   | 6    | 4    | 6    | 8    | 6    |      | 8    |      | 5    |      | 7    |      | 10   | 8    |      | 9    | 10   |      |      |      |      |      |      |      |      |      |      |      |      |
| Estado de México                    |      | 7    |      |      |      |      |      |      |      |      |      |      |      |      |      |      |      |      |      |      |      |      |      |      |      |      |      |      |      |      |      |      |      |      |
| Coahuila                            |      |      |      | 9    | 7    | 7    |      |      |      |      |      |      |      |      |      |      |      |      |      |      |      |      |      |      |      |      |      |      |      |      |      |      |      |      |
| Colima                              |      |      |      |      |      |      |      |      |      |      |      |      |      |      |      |      | 5    | 9    |      |      | 6    |      |      | 10   |      |      |      |      |      |      |      |      |      |      |
| Tamaulipas                          |      |      |      |      |      |      |      |      |      |      |      |      |      |      |      |      |      | 8    |      |      |      |      |      |      |      |      |      |      |      |      |      |      |      |      |
| Oaxaca                              |      |      |      |      |      |      |      |      |      |      |      |      |      |      |      |      |      |      | 10   |      |      |      |      |      |      |      |      |      |      |      |      |      |      |      |
|                                     |      |      |      |      |      |      |      |      |      |      |      |      |      |      |      |      |      |      |      |      |      |      |      |      |      | 8    |      |      |      |      |      |      |      |      |

### Competencia General por Estados
| Año  | Primer Lugar     | Puntaje | Diferencia | Segundo Lugar    | Tercer Lugar     |
| ---- | ---------------- | ------- | ---------- | ---------------- | ---------------- |
| 1991 | Distrito Federal |         |            | Michoacán        | Jalisco          |
| 1992 | Guanajuato       |         |            | Michoacán        | Distrito Federal |
| 1993 | Michoacán        |         |            | Jalisco          | Distrito Federal |
| 1994 | Jalisco          |         |            | Distrito Federal | Michoacán        |
| 1995 | Chihuahua        |         |            | Jalisco          | Distrito Federal |
| 1996 | Chihuahua        |         |            | Distrito Federal | Jalisco          |
| 1997 | Chihuahua        |         |            | Jalisco          | Distrito Federal |
| 1998 | Jalisco          |         |            | Michoacán        | Morelos          |
| 1999 | Jalisco          |         |            | Morelos          | Chihuahua        |
| 2000 | Morelos          |         |            | Puebla           | Distrito Federal |
| 2001 | Jalisco          |         |            | Michoacán        | Sonora           |
| 2002 | Jalisco          |         |            | Sonora           | Morelos          |
| 2003 | Jalisco          |         |            | Puebla           | Chihuahua        |
| 2004 | Morelos          |         |            | Jalisco          | Distrito Federal |
| 2005 | Jalisco          | 133     | 3          | Morelos          | Yucatán          |
| 2006 | Jalisco          | 205     | 22         | Yucatán          | Morelos          |
| 2007 | Jalisco          | 193     | 11         | Morelos          | Yucatán          |
| 2008 | Morelos          | 147     | 2          | Chihuahua        | Yucatán          |
| 2009 | Jalisco          | 190     | 11         | Morelos          | San Luis Potosí  |
| 2010 | Morelos          | 196     | 16         | Nuevo León       | Jalisco          |
| 2011 | Jalisco          | 224     | 46         | Nuevo León       | Yucatán          |
| 2012 | Jalisco          | 173     | 15         | Nuevo León       | San Luis Potosí  |
| 2013 | Chihuahua        | 157     | 8          | Nuevo León       | Jalisco          |
| 2014 | Chihuahua        | 216     | 7          | Jalisco          | Morelos          |
| 2015 | Chihuahua        | 208     | 21         | Morelos          | Jalisco          |
| 2016 | Nuevo León       | 177     | 1          | Chihuahua        | Jalisco          |
| 2017 | Ciudad de México | 198     | 16         | Chihuahua        | Nuevo León       |
| 2018 |                  |         |            |                  |                  |

### Copa Superación
| Año  | Primer Lugar     | Segundo Lugar       | Tercer Lugar |
| ---- | ---------------- | ------------------- | ------------ |
| 2004 | Zacatecas        | Aguascalientes      | Guerrero     |
| 2005 | Yucatán          | San Luis Potosí     | Morelos      |
| 2006 | Colima           | Guerrero            | Hidalgo      |
| 2007 | Colima           | Oaxaca              | Veracruz     |
| 2008 | Chihuahua        | Baja California Sur | Campeche     |
| 2009 | San Luis Potosí  | Distrito Federal    | Nuevo León   |
| 2010 | Guanajuato       | Nuevo León          | Nayarit      |
| 2011 | Nayarit          | Colima              | Durango      |
| 2012 | Estado de México | Coahuila            | Guerrero     |
| 2013 | Chihuahua        | Puebla              | Michoacán    |
| 2014 | Tamaulipas       | Sinaloa             | Veracruz     |
| 2015 | Guanajuato       | Tlaxcala            | Zacatecas    |
| 2016 | Tlaxcala         | Tabasco             | Durango      |
| 2017 | Chiapas          | Ciudad de México    | Tamaulipas   |
| 2018 | Guanajuato       |                     |              |

## Medallero histórico
Datos desde 2005:
| Lugar | Estado              | Oros | Platas | Bronce | Total | Total de participantes |
| ----- | ------------------- | ---- | ------ | ------ | ----- | ---------------------- |
| 1     | Jalisco             | 31   | 27     | 20     | 78    | 79                     |
| 2     | Ciudad de México    | 2    | 45     | 45     | 119   | 122                    |
| 3     | Chihuahua           | 28   | 23     | 19     | 70    | 78                     |
| 4     | Morelos             | 23   | 36     | 17     | 76    | 78                     |
| 5     | Nuevo León          | 23   | 30     | 20     | 73    | 78                     |
| 6     | Yucatán             | 14   | 40     | 20     | 74    | 78                     |
| 7     | San Luis Potosí     | 13   | 27     | 28     | 68    | 78                     |
| 8     | Baja California     | 7    | 11     | 33     | 51    | 78                     |
| 9     | Guanajuato          | 6    | 25     | 26     | 57    | 77                     |
| 10    | Puebla              | 6    | 13     | 24     | 49    | 78                     |
| 11    | Aguascalientes      | 6    | 7      | 22     | 35    | 78                     |
| 12    | Colima              | 5    | 20     | 24     | 49    | 78                     |
| 13    | Sonora              | 5    | 17     | 25     | 47    | 74                     |
| 14    | Querétaro           | 4    | 10     | 30     | 44    | 77                     |
| 15    | Oaxaca              | 4    | 3      | 16     | 23    | 78                     |
| 16    | Estado de México    | 4    | 2      | 20     | 26    | 78                     |
| 17    | Michoacán           | 3    | 17     | 29     | 49    | 78                     |
| 18    | Coahuila            | 3    | 11     | 22     | 36    | 78                     |
| 19    | Hidalgo             | 3    | 7      | 24     | 34    | 78                     |
| 20    | Zacatecas           | 3    | 5      | 18     | 26    | 78                     |
| 21    | Nayarit             | 3    | 1      | 10     | 14    | 77                     |
| 22    | Veracruz            | 2    | 13     | 22     | 37    | 78                     |
| 23    | Sinaloa             | 2    | 9      | 18     | 29    | 77                     |
| 24    | Tlaxcala            | 2    | 5      | 14     | 21    | 78                     |
| 25    | Campeche            | 2    | 5      | 11     | 18    | 76                     |
| 26    | Tamaulipas          | 0    | 8      | 24     | 32    | 78                     |
| 27    | Guerrero            | 0    | 5      | 14     | 19    | 74                     |
| 28    | Chiapas             | 0    | 4      | 29     | 33    | 77                     |
| 29    | Quintana Roo        | 0    | 4      | 11     | 15    | 78                     |
| 30    | Durango             | 0    | 2      | 7      | 9     | 78                     |
| 31    | Baja California Sur | 0    | 1      | 13     | 14    | 78                     |
| 32    | Tabasco             | 0    | 0      | 7      | 7     | 72                     |

## México en la IMO
Las mejores representaciones de un mexicano en una Olimpiada Internacional de Matemáticas (IMO) han sido la de Pablo Soberón Bravo, al obtener la primera medalla de oro para México en la IMO de 2006,la de Diego Alonso Roque Montoya, al obtener la segunda en la IMO de 2012,la de Juan Carlos Ortiz Rhoton,  al obtener la tercera en la IMO de 2015,la de Tomás Francisco Cantú Rodríguez, al obtener la cuarta en la IMO de 2020,y la de Rogelio Guerrero Reyes, al obtener la quinta y sexta medalla de oro en la IMO de 2023y 2024respectivamente, siendo este último el único mexicano en la historia del concurso en haber obtenido una medalla de oro en dos ocasiones.
Además, en el 2023 se obtuvo la mejor participación de la delegación mexicana en la Olimpiada Internacional de Matemáticas, obteniendo el 14° lugar de los países que participan.